# Jérôme Baschet
Pour les articles homonymes, voir Baschet.
Jérôme Baschet, né le 3 août 1960 à Villeneuve-lès-Avignon, est un historien médiéviste et contemporanéiste français.

## Biographie
Jérôme Baschet est maître de conférences à l'École des hautes études en sciences sociales (EHESS), et membre du Groupe d'anthropologie historique de l'Occident médiéval (Gahom), depuis 1990. Il y travaille notamment  avec Jean-Claude Schmitt, Jean-Claude Bonne, et plus tard, Pierre-Olivier Dittmar. Il entretient également des échanges réguliers avec les historiens Alain Guerreau et Anita Guerreau-Jalabert, qu'il a connus lors de sa formation auprès de Jacques Le Goff, ainsi qu'avec Jean Wirth. À l'EHESS, au début des années 1990, il mène à bien l'indexation  iconographique des vidéodisques des manuscrits enluminés de la Bibliothèque vaticane, projet impulsé par l'École française de Rome. Avec les membres du GAHOM, il contribue à la mise au point du Thésaurus des images médiévales puis, conjointement avec les membres du CESCM de Poitiers, à sa révision et à sa mise en ligne.
Il enseigne également depuis 1997 au Mexique, à l'université autonome du Chiapas (es), à San Cristóbal de Las Casas, où il participe aussi aux activités de l'Université de la Terre. À la UNACH, son enseignement portant sur le Moyen Âge européen tel qu'il peut être pensé depuis l'Amérique latine, en prêtant attention à la dynamique occidentale et à ses prolongements coloniaux, aboutit à la publication, en français et en espagnol, d'un livre de synthèse consacré à la « civilisation féodale » (La civilisation féodale. De l’an mil à la colonisation de l’Amérique, La civilizacion feudal. Europa del año mil a la colonizacion de América, Mexico, Fondo de Cultura Económica, 2009. Il existe également une édition italienne, Rome, Newton & Compton, 2005 et une autre en portugais, São Paulo, Globo, 2006).
En 2016, Jérôme Baschet se déclare en disponibilité et met un terme à la fois à sa carrière de médiéviste et à son enseignement à l'EHESS, pour concentrer ses activités et ses réflexions sur les enjeux du monde contemporain (sans pour autant abandonner l'analyse de la dimension historique de ceux-ci).

## Écrits
Spécialiste de l’image depuis sa thèse (Les Justices de l’au-delà. Les représentations de l’enfer en France et en Italie, XIIe – XVe siècles), ses recherches se situent à la conjonction de l'histoire et de l'histoire de l'art. Elles portent sur les représentations qui structurent la société de l’Occident médiéval et sur leurs expressions visuelles. Il poursuit d'abord l'étude des images de l'au-delà, et du devenir après la mort. Il propose ensuite une approche de l'ample domaine des représentations médiévales marqué par l'articulation de la parenté charnelle, de la parenté spirituelle et de la parenté divine. Parallèlement, depuis son premier livre, il s'emploie à analyser les rapports entre l'image et le lieu rituel où elle s'inscrit ; il élabore ainsi les notions d'image-objet, d'image-lieu et de lieu d'images. Cet axe de recherche se prolonge jusqu'à l'enquête, menée en compagnie de Jean-Claude Bonne et de Pierre-Olivier Dittmar, dans les années 2007-2012, sur les chapiteaux de plusieurs églises romanes d'Auvergne.
Au Mexique, Jérôme Baschet s'intéresse à l'expérience zapatiste dans ses enjeux politiques et les formes d'organisation alternatives (auto-gouvernement) qu'il expérimente et encourage. Il a contribué à la publication ou a préfacé plusieurs textes émanant de l'EZLN. À partir de l'expérience zapatiste, il a engagé une réflexion sur ce que pourrait être une société post-capitaliste ; son livre Adieux au capitalisme. Autonomie, société du bien vivre et multiplicité des mondes (La Découverte, réédition poche 2016) en est l'expression. Outre diverses prises de parole publiques,,,,,, il cherche à  préciser la façon dont on peut recourir aujourd'hui à la notion d'autonomie, entendue comme construction d'une vie échappant à l'hétéronomie marchande et comme politique non étatique.
Enfin, au croisement de l'inspiration zapatiste et de son expérience comme historien, il a développé une réflexion historiographique sur la condition du savoir historique dans un monde envahi par le présent perpétuel, et sur la possibilité d'émergence d'un nouveau régime d'historicité et de temporalité.

## Prises de position
En mars 2016, dans le cadre des manifestations contre la « loi Travail », Jérôme Baschet signe une tribune, avec entre autres Pierre Alferi, Eric Hazan et Frédéric Lordon, diffusée par des médias alternatifs. Cette tribune soutient le mouvement d'occupations des places qui prendra la forme de Nuit debout et les actions de rue.
En 2023, il fait partie des 20 coprésidents de l'association Association pour la défense des terres, appui financier du mouvement Soulèvements de la Terre, qui expriment leur soutien au collectif d'écologie politique et contestataire menacé de dissolution.

## Œuvres
Liste non exhaustive.
- Quand commence le capitalisme ? De la société féodale au monde de l’économie, Albi, Crise et Critique, 2024.
- On ne dissout pas un soulèvement 40 voix pour les Soulèvements de la Terre, Paris,Seuil, 2023.
- Basculements. Mondes émergents, possibles désirables, Paris, La Découverte, 2021, 256 p.
- Une juste colère. Interrompre la destruction du monde, Divergences, septembre 2019, 126 p.
- Défaire la tyrannie du présent. Temporalités émergentes et futurs inédits, Paris, La Découverte, Coll. "L'horizon des possibles", mars 2018.
- Corps et âmes. Une histoire de la personne au Moyen Âge, Flammarion, 2016, 416 p. Prix Gobert 2017 de l'Académie des Inscriptions et Belles-lettres.
- Adieux au capitalisme. Autonomie, société du bien vivre et multiplicité des mondes, Paris, La Découverte, 2014, 208 p. (L'horizon des possibles); réédition poche 2016.
- (co-direction avec Pierre-Olivier Dittmar), Les images dans l'Occident médiéval, Turnhout, Brepols, 2015, 510 p.
- (avec Guillaume Goutte), Enseignements d'une rébellion. La petite École zapatiste, Paris, Éditions de l'Escargot, 2014, 108 p.
- « Frédéric Lordon au Chiapas. Une lecture d'Imperium au crible de l'autonomie zapatiste », Revue Ballast, mai 2016.
- La civilisation féodale : de l'an mil à la colonisation de l'Amérique, 3e édition, Paris, Flammarion, 2006, 865 p. (Champs).
- (avec Jean-Claude Bonne et Pierre-Olivier Dittmar), 'Iter' et 'locus'. Lieu rituel et agencement du décor sculpté dans les églises romanes d'Auvergne, Images re-vues, hors-série 3, 2012, en ligne.
- (avec Jean-Claude Bonne et Pierre-Olivier Dittmar), Le monde roman par-delà le Bien et le Mal. Une iconographie du lieu sacré, Paris, Arkhê, 2012.
- (dir.) Enfants de tous les temps, de tous les mondes, Paris, Gallimard-Jeunesse/Giboulées, 2010.
- L’iconographie médiévale, Paris, Gallimard, 2008 (Folio-Histoire, inédit).
- La Rébellion zapatiste. Insurrection indienne et résistance planétaire, Paris, Flammarion, 2005, 283 p. (Champs)
- Le sein du père. Abraham et la paternité dans l’Occident médiéval, Paris, Gallimard, 2000. Prix Augustin-Thierry des Rendez-vous de l'histoire de
- Les Justices de l’au-delà. Les représentations de l’enfer en France et en Italie, XIIe – XVe siècles, thèse, Rome, EFR, 1993; 2e édition avec postface et mise à jour bibliographique, 2014 (Les Classiques de l'EFR).
- Lieu sacré, lieu d’images. Les fresques de Bominaco (Abruzzes, 1263). Thèmes, parcours, fonctions, Paris-Rome, Découverte-EFR, 1991.